# Musashino
Musashino (武蔵野市, Musashino-shi) est une ville de la métropole de Tokyo, au Japon.

## Géographie

### Situation
Musashino est située dans le centre de la métropole de Tokyo, à l'ouest des 23 arrondissements de Tokyo.

### Municipalités limitrophes
| Nishitōkyō | Nishitōkyō | Nerima   |
| Koganei    | Musashino  | Suginami |
| Mitaka     | Mitaka     | Mitaka   |

### Démographie
En 2005, la population de Musashino s'élevait à 136 839 habitants, répartis sur une superficie de 10,98 km2. Au 1er mai 2025, la population était estimée à 148 443 habitants.

## Histoire
Historiquement, Musashino faisait partie de l'ancienne province de Musashi du Japon médiéval. Lors de la réforme cadastrale du 22 juillet 1878, la zone fut intégrée au district de Kitatama dans la préfecture de Kanagawa et village moderne de Musashino est créé le 1er avril 1889. Le district de Kitatama est transféré à la préfecture de Tokyo le 1er avril 1893. Musashino est élevé au statut de bourg en 1928, puis de ville le 3 novembre 1947.

## Culture locale et patrimoine
- Parc d'Inokashira

## Sports
- Stade athlétique municipal de Musashino

## Transports
La ville est desservie par la ligne Chūō (gares de Kichijōji, Mitaka et Musashi-Sakai), la ligne Keiō Inokashira (gare de Kichijōji) et la ligne Seibu Tamagawa (gare de Musashi-Sakai).

## Jumelages
Musashino est jumelée avec :
- Nanto (Toyama) (Japon),
- Azumino (Japon),
- Kawakami (Japon),
- Minamibōsō (Japon),
- Tōno (Japon),
- Nagaoka (Japon),
- Ōsakikamijima (Japon),
- Sakata (Japon),
- Iwami (Japon).

La ville entretient également des relations avec :
- Lubbock (États-Unis),
- Gangdong-gu (Corée du Sud),
- Chungju (Corée du Sud),
- Brașov (Roumanie),
- Khabarovsk (Russie),
- Pékin (Chine).

## Personnalités liées à la municipalité
Le romancier Shōhei Ōoka (1909-1988) résidait à Musashino et en a fait le cadre d'un de ses romans les plus connus, La Dame de Musashino, qui fut adapté en film sous le même titre en 1951 par le cinéaste Kenji Mizoguchi.